# 長身球麗魚
長身球麗魚，為輻鰭魚綱鱸形目隆頭魚亞目慈鯛科的其中一種，分布於非洲剛果民主共和國史坦利瀑布與盧阿拉巴河等流域，體長可達15.3公分，棲息在底中層水域，以昆蟲幼蟲為食，生活習性不明。

## 擴展閱讀
維基物種上的相關：長身球麗魚